# Рашмор (Міннесота)
Рашмор (англ. Rushmore) — місто (англ. city) в США, в окрузі Ноблс штату Міннесота. Населення — 365 осіб (2020).

## Географія
Рашмор розташований за координатами 43°37′11″ пн. ш. 95°47′56″ зх. д. / 43.61972° пн. ш. 95.79889° зх. д. (43.619689, -95.798953).  За даними Бюро перепису населення США в 2010 році місто мало площу 0,65 км², уся площа — суходіл.

## Демографія
Згідно з переписом 2010 року, у місті мешкали 342 особи в 154 домогосподарствах у складі 87 родин. Густота населення становила 523 особи/км².  Було 173 помешкання (264/км²).
Расовий склад населення:
| - 90,6 % — білих - 3,8 % — азіатів - 0,9 % — чорних або афроамериканців - 2,3 % — осіб інших рас |

До двох чи більше рас належало 2,3 %. Частка іспаномовних становила 9,6 % від усіх жителів.
За віковим діапазоном населення розподілялося таким чином: 22,8 % — особи молодші 18 років, 60,2 % — особи у віці 18—64 років, 17,0 % — особи у віці 65 років та старші. Медіана віку мешканця становила 41,5 року. На 100 осіб жіночої статі у місті припадало 117,8 чоловіків;  на 100 жінок у віці від 18 років та старших — 109,5 чоловіків також старших 18 років.
Середній дохід на одне домашнє господарство  становив 47 765 доларів США (медіана — 40 536), а середній дохід на одну сім'ю — 57 180 доларів (медіана — 51 250). За межею бідності перебувало 20,9 % осіб, у тому числі 37,5 % дітей у віці до 18 років та 25,8 % осіб у віці 65 років та старших.
Цивільне працевлаштоване населення становило 161 осіб. Основні галузі зайнятості: освіта, охорона здоров'я та соціальна допомога — 14,3 %, роздрібна торгівля — 12,4 %, мистецтво, розваги та відпочинок — 10,6 %, транспорт — 9,9 %.